# Spreckels
Spreckels – jednostka osadnicza w Stanach Zjednoczonych, w stanie Kalifornia, w hrabstwie Monterey.